# Ручна граната

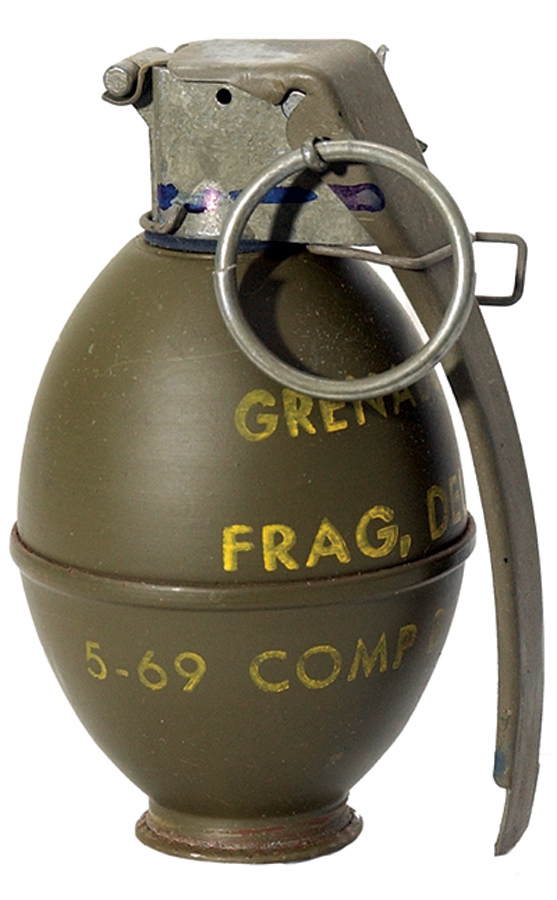
Американська протипіхотна осколкова ручна граната М-61.

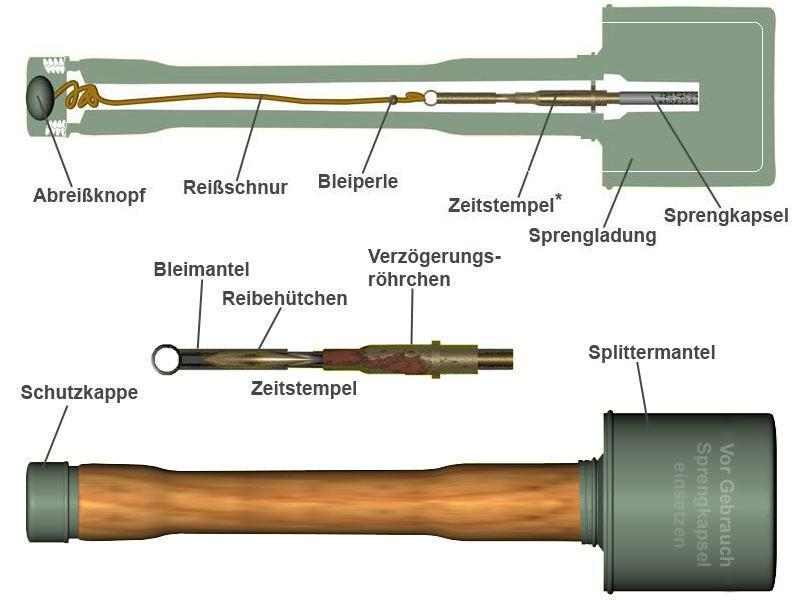
Протипіхотна ручна граната німецького виробництва M-24 періоду ІІ світової війни

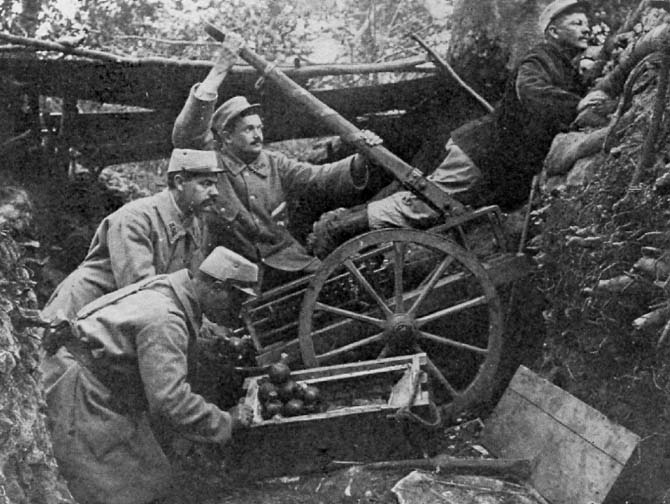
Французькі війська використовують катапульту для кидання ручних гранат по противнику. Перша світова війна

Ручна граната (ісп. granada — «гранат») — різновид гранати, один з видів вибухових боєприпасів, призначений для ураження живої сили противника осколками й ударною хвилею, що утворюються від вибуху за допомогою ручного метання. Сучасна ручна граната складається з корпусу, заряду вибухових речовин і детонатора (запала). Ураження завдається осколками корпусу, ударною хвилею і/або кумулятивним струменем. Виготовляється з легких сплавів, матеріалів високої питомої міцності й пластмаси. Назва походить від назви плодів граната, оскільки ранні види гранат формою і розмірам були схожі на цей плід, а також за аналогією із зернами усередині плоду й осколками гранати при їх розльоті.

## Історія
Ручні гранати-гренади були метальною зброєю гренадерів XVII—XVIII століть. Гранати того часу мали форму маленьких ядер, начинених рушничним порохом і споряджених дистанційною трубкою, розрахованою на 3 секунди горіння. Діаметр гранат варіювався від 7 до 15 см.
За командою «Гренадери, рушниці за спину!» гренадер перекидав рушницю за спину так, щоб приклад опинявся праворуч внизу. Потім правою рукою доставав зі гренадної суми гранату, «прикурював» її трубку від довгого запального ґнота (який запалював перед боєм і тримав у лівій руці) і метав її через голову в противника.
У другій половині XIX століття при обороні фортець використовували ручні гранати вагою в 1,2 кг (3 фунти). Запальні трубки цих гранат мали тертковий пристрій зі шнурком, петля якого чіплялася за гачок спеціального шкіряного браслета, надітого на руку. При метанні шнурок обривався, приводивши тертку в дію і запалюючи суміш трубки. Такі гранати були вельми небезпечними для самих гранатометників, і ця обставина, разом з низькою їх ефективністю і поширенням на початку XX століття кулеметів і швидкострільних гармат, привела до виходу їх з ужитку.
Відсутність ефективної, вільної від підвищеної небезпеки для бійця системи ручної гранати призвела до того, що на межі XIX—XX століть ручні гранати розглядалися як безнадійно застарілий боєприпас. У 1902 році британське військове міністерство заявило, що ручним гранатам нема місця на сучасній війні. Проте, через два роки імпровізовані гранати з успіхом використовувалися в траншейних сутичках Російсько-японської війни, про що повідомляв британський військовий спостерігач сер Емлер Голдейн. Це вимусило переоцінити роль ручних метальних снарядів і Артилерійська Рада (Board of Ordnance) отримала розпорядження розробити практичний зразок ручної гранати. Були запропоновані різноманітні моделі з ударним запалом, але цей тип запалу мав численні проблеми з практичним використовуванням, тому ці гранати так і не стали виготовляти в промислових масштабах.
Мартін Гейл, більш відомий своєю розробкою гвинтівкової гранати, розробив і зразок ручної гранати в 1906 р., але зміг добитися прийняття її на озброєння Британською армією тільки в 1913 р. Суперником Гейла в цій справі виявився норвежець Нільс Вальтерсен Аасен, що розробив свою модель гранати в 1906 р. у Норвегії й запатентував її в Англії. Аасен заснував в Данії компанію Aasenske Granatkompani, що перед Першою світовою війною виробляла ручні гранати й експортувала їх у багато які країни Європи. Гранати Аасена знайшли великий попит у Франції, де в 1916 році він отримав за свій винахід Орден Почесного легіону.
У 1908 році свій зразок ручної гранати (No. 1 grenade) розробила й Лабораторія при британському Королівському арсеналі. Вона містила вибуховий заряд із залізним розривним пояском, споряджалася ударним запалом і вибухала при ударі верхньої частини об ґрунт. Довга ручка (приблизно 40 см) уможливлювала бійцю метати гранату на достатню відстань, щоб уникнути її осколків.
На початку Першої світової країни-учасники мали на озброєнні невеликі гранати на зразок систем Аазена і Гейла. Італійська граната Бесоцці мала запал з п'ятисекундним сповільненням і витяжним шнуром, що висмикувався за допомогою закріпленого на руці кільця. Як тимчасовий захід, у польових умовах виготовлялися імпровізовані гранати, наприклад, гранати-«бляшанки».

## Класифікація
Ручні гранати розділяють за принципом детонації:
- Динамічна (детонація при ударі в ціль)
- Із затримкою (детонація детонатором із заданою затримкою). Підрив із затримкою здійснюється висмикуванням запобіжної чеки і відпуском скоби — спрацьовує зведений заздалегідь пружинний механізм, і бойок з силою б'є по капсулю з чутливої до ударів речовини (за аналогією з утворенням пострілу з ручної вогнепальної зброї). Вибухаючий капсуль запалює порох у тонкій запальній трубці. Порох горить зі швидкістю зразкового 1 см за секунду і не вимагає кисню, тому граната може вибухнути й під водою. Коли вогонь у запальній трубці досягає детонатора, той вибухає і викликає детонацію вибухової речовини, якою заповнена граната. Залежно від конструкції, запал гранати включає запальну трубку з капсулем і детонатором, а також може включати пружинний механізм з бойком, чекою і спусковою скобою.

За дальністю розльоту осколків гранати розділяються на:
- наступальні (РГД-5; РГН): використовуються під час атаки, коли піхотинець вимушений кидати гранату на ходу, не маючи можливості сховатися за укриття. Для виключення поразки власною гранатою радіус її дії має бути менше середньої дальності кидка.
- оборонні (Ф-1; РГО): призначені для кидка із-за укриття. В процесі вибуху утворюються осколки, що зберігають забійну силу на досить великій відстані.

## Загальна будова гранати
Ручна осколкова граната РГД-5 — граната дистанційної дії, призначена для ураження живої сили противника у наступальному й оборонному бою. Складається з:
- корпусу з трубкою для запалу;
- розривного заряду;
- запалу (як правило УЗРГМ).

Ручна граната Ф-1 — граната дистанційної дії, призначена для ураження живої сили противника в оборонному бою. Кидання гранати можливо з різних положень, але тільки із-за укриття або бронетранспортера. Складається з:
- корпусу;
- розривного заряду;
- запалу.

Ручна осколкова граната РГО призначена для ураження живої сили противника осколками в оборонному бою в різних умовах місцевості й у будь-яку пору року. Складається з:
- корпусу;
- вибухової суміші;
- стакана;
- запалу.

Ручна осколкова граната РГН призначена для ураження живої сили противника осколками у наступальному або оборонному бою в різних умовах місцевості й у будь-яку пору року. Складається з:
- корпусу;
- вибухової суміші;
- стакана;
- запалу.

## Заходи безпеки
Заходи безпеки під час поводження з ручними гранатами
- Гранати переносять у гранатних сумках.
- Запали розміщують у сумках окремо від гранат, при цьому кожен запал загортають у папір або ганчір'я.
- Під час перенесення гранати необхідно оберігати від поштовхів, ударів, вогню, бруду та вологості. Підмочені та забруднені гранати й запали необхідно протерти й висушити під наглядом командира. Не можна сушити гранати біля вогню.
- Заряджати гранату (уставляти запал) дозволяється тільки перед її метанням.
- Розбирати бойові гранати й усувати в них несправності, переносити гранати не в сумках (підвішеними за кільце запобіжної чеки), а також чіпати гранати, які не розірвалися, забороняється.